# Ал Мустази
Ал Мустази (1213 – 20. фебруар 1258) био је последњи абасидски калиф Багдада. Владао је од 1242. године до своје смрти.

## Биографија
Ал Мустази је наследио свога оца 1242. године. Противио се постављању Шајар ал Дур на египатски престо током Седмог крсташког рата. У време његове владавине Монголи под вођством Хулагу кана (унука чувеног Џингис кана) покрећу поход на Багдад. Мустази га није ни мислио бранити. Град се предао 10. фебруара 1258. године, али га то није спасило од страховитог масакра. У пљачки је учествовао и одред крсташке државе кнежевине Антиохије. Готово целокупно становништво је масакрирано. Голоруки људи су се предавали у групама, а Монголи су их истог часа убијали. Највећи део града био је спаљен, џамија сравњена са земљом, а абасидски гробови разрушени. Рачуна се да је погинуло 90.000 муслимана.
Ни калиф Мустази није боље прошао. Најпре је морао да преда злато из скровишта које је имао, а онда су га 20. фебруара Монголи ушили у врећу и бацили под коњска копита. Коњи су га изгазили на смрт.